# Astenus gracilis
Astenus gracilis – gatunek chrząszcza z rodziny kusakowatych i podrodziny żarlinków.
Gatunek ten został opisany w 1789 roku przez Gustafa von Paykulla jako Staphylinus gracilis.
Chrząszcz o wydłużonym i nieco spłaszczonym ciele długości od 3 do 3,2 mm. Ubarwiony czarno zwykle z żółtawymi tylnymi brzegami tergitów odwłoka i z żółtawą plamą wzdłuż tylnych brzegów i szwu pokryw, sięgającą ich przedniej połowy. Duża, nieco szersza od pokryw głowa jest ponad oczami łopatowato ku przodowi wydłużona. Przedplecze jest najszersze w części przedniej, nieobrzeżone, zaopatrzone w cztery pary długich szczecinek na bocznych krawędziach. Pokrywy są trochę szersze i o mniej niż ¼ dłuższe od przedplecza. Odwłok jest silnie rozszerzony ku tyłowi i ma początkowe tergity zaopatrzone w poprzeczne bruzdy przynasadowe. W przypadku trzech początkowych tergitów odległości między bruzdami bocznymi są co najmniej trzykrotnie większe niż długości tychże tergitów. Szósty sternit odwłoka u samca trójkątne wcięcie na tylnym brzegu.
Owad znany z Portugalii, Hiszpanii, Wielkiej Brytanii, Francji, Belgii, Holandii, Niemiec, Danii, Szwecji, Norwegii, Finlandii, Szwajcarii, Austrii, Włoch, Malty, Estonii, Łotwy, Litwy, Polski, Czech, Słowacji, Słowenii, Chorwacji, Ukrainy, Rumunii, Bułgarii, Bośni i Hercegowiny, Serbii, Czarnogóry, Grecji, Rosji, Makaronezji, Afryki Północnej, Bliskiego Wschodu i wschodniej Palearktyki. Zamieszkuje suche tereny otwarte i skraje lasów. Bytuje pod kamieniami oraz u nasady roślin zielnych i traw. W Polsce rzadki.